# Вимірювальний перетворювач
Вимі́рювальний перетво́рювач — вимірювальний пристрій, призначений для формування на своєму виході сигналу, що функціонально зв'язаний із сигналом вимірюваної інформації на вході у формі, зручній для передачі, подальшого перетворення, обробки та збереження.
Вимірювальна операція, яка здійснюється вимірювальним перетворювачем носить назву «вимірювальне перетворення».

## Загальна характеристика

Місце вимірювального перетворювача у структурі системи автоматичного контролю.

Вимірювальний перетворювач — елемент системи автоматичного контролю (див. рис.).
На відміну від вимірювального приладу, сигнал на виході вимірювального перетворювача (вихідна величина) безпосередньо не сприймається спостерігачем. Обов'язкова умова вимірювального перетворення — збереження у вихідному сигналі інформації про кількісне значення вимірюваної величини через забезпечення функціональної залежності (переважно, лінійної) між вимірюваною величиною та сигналом на виході.
У структурі давача зазвичай виділяють вимірювальний перетворювач, що безпосередньо пов'язаний з вимірюваною величиною. Первинним вимірювальним перетворювачем, або чутливим елементом, називається перетворювач, який першим взаємодіє з об'єктом вимірювання і видає сигнал вимірювальної інформації. Первинний вимірювальний перетворювач у значній мірі визначає основні технічні характеристики давача.
Основні характеристики вимірювальних перетворювачів:
- номінальна статична характеристика перетворення (градуювальна характеристика) — залежність між інформативними параметрами вхідного і вихідного сигналів;
- коефіцієнт перетворення — коефіцієнт пропорційності лінійної залежності вхідного і вихідного сигналів;
- чутливість — відношення приросту вихідного сигналу до відповідного йому приросту вхідного сигналу (для випадку лінійної залежності чутливість збігається з коефіцієнтом перетворення);
- діапазон вимірювань — різниця граничних величин, що обмежують діапазон вимірюваної величини у якому робота вимірювального перетворювача задовольняє поставленим вимогам. В акустиці, оптиці та деяких інших областях використовується термін динамічний діапазон, що визначається виразом:

{\displaystyle D=20\cdot \ \lg \left({\frac {X_{max}}{X_{min}}}\right),}
де: {\displaystyle X_{max}} — кінцеве значення діапазону, що визначається допустимим значенням нелінійних спотворень;
{\displaystyle X_{min}} — початкове значення діапазону, що удвічі перевищує рівень власних шумів.
- похибка вимірювального перетворення — відхилення результату вимірювання від істинного значення вимірюваної величини.

## Вимоги, що висуваються до вимірювальних перетворювачів
Для успішного застосування вимірювальні перетворювачі повинні мати:
- високу статичну і динамічну точність роботи, що забезпечує формування вихідного сигналу з мінімальними спотвореннями;
- високу вибірковість — сенсор повинен реагувати лише на зміну тієї величини, для виміру якої він призначений;
- стабільність характеристик у часі;
- відсутність впливу навантаження у вихідному колі на режим роботи вхідного ланцюга;
- високу надійність при роботі в несприятливих умовах навколишнього середовища;
- повторюваність характеристик (взаємозамінність);
- просту і технологічну конструкцію;
- зручний монтаж та обслуговування;
- низьку вартість.

## Класифікація вимірювальних перетворювачів

### За принципом дії
Принцип роботи вимірювального перетворювача може базуватись на використанні практично будь-яких фізичних явищ. Задача полягає в розробці на основі цих явищ принципів дії перетворювачів і доведення їх до конкретних методів та конструкцій, що забезпечували б, у першу чергу, необхідні метрологічні характеристики в заданих умовах застосування. У зв'язку з широким використанням передачі сигналів у вигляді електричних величин класифікація перетворювачів за видом сигналу може бути зведена до наступних видів:
- перетворення електричних величин в електричні (подільники напруги і струму, вимірювальні трансформатори, вимірювальні підсилювачі струму і напруги);
- перетворення неелектричних величин в електричні (термопари, терморезистори, тензорезистори, фотоелементи, реостатні, ємнісні та індуктивні датчики переміщення і т. д.);
- перетворення електричних величин в неелектричні (механізми електровимірювальних приладів, що перетворюють величину сили струму чи напруги у відхилення стрілки чи світлового променя, датчики ультразвукових витратомірів і т. д.);
- перетворення неелектричних величин в неелектричні (пневматичні вимірювальні перетворювачі, важелі, зубчасті передачі, мембрани, сильфони, оптичні системи тощо).

### За виглядом функції перетворення
За виглядом функції перетворення вимірювальні перетворювачі поділяють на чотири великі групи:
- масштабні, що змінюють в певну кількість разів розмір вхідної величини без зміни її фізичної природи;
- функціональні, що однозначно функціонально перетворюють вхідну величину зі зміною природи вхідної величини або без її зміни;
- операційні, які виконують над вхідною величиною математичні операції вищого порядку — диференціювання чи інтегрування за часовим параметром.
- модельні — у випадку, якщо роль перетворювача виконує цифрова модель. У цьому випадку пару «чутливий елемент — перетворювач» називають м'який датчик.

### У залежності від виду вихідного сигналу
- Аналоговий вимірювальний перетворювач — вимірювальний перетворювач, що перетворює одну аналогову величину (аналоговий вимірювальний сигнал) в іншу аналогову величину (вимірювальний сигнал);
- Аналого-цифровий вимірювальний перетворювач — вимірювальний перетворювач, призначений для перетворення аналогового вимірювального сигналу у цифровий код;
- Цифро-аналоговий вимірювальний перетворювач — вимірювальний перетворювач, призначений для перетворення числового коду вимірюваного сигналу в аналогову величину.

### За характером перетворення вхідної величини у вихідну
- параметричні, до яких відносять резистивні, індуктивні, трансформаторні і ємнісні перетворювачі. Їх широко використовують для перетворення неелектричних величин (переміщення, зусилля, тиску, температури та ін.) у електричні величини (напругу, струм, частоту та ін.);
- генераторні перетворювачі перетворюють вхідні величини в електрорушійну силу. Вони не потребують енергії додаткових джерел живлення, оскільки використовують енергію вхідного сигналу. Найбільшого поширення набули індукційні, термоелектричні[2], п'єзоелектричні, фотоелектричні перетворювачі[3];
- частотні перетворювачі бувають позиційні і коливальні. Позиційні частотні перетворювачі мають зазвичай укріплений на осі ротора об'єкта профільований диск, який при своєму обертанні модулює сигнал у колі параметричного перетворювача або генерує сигнал у вихідному колі. В коливальних частотних перетворювачах використовуються властивості коливальних систем різної фізичної природи;
- фазові перетворювачі перетворюють вхідну величину у фазовий зсув вихідної змінної напруги. Відлік фазового зсуву ведеться від опорної напруги, якою найчастіше береться напруга живлення. Використовуються фазові перетворювачі для вимірювання як електричних, так і неелектричних величин.